# NGC 7408
NGC 7408 је спирална галаксија у сазвежђу Тукан која се налази на NGC листи објеката дубоког неба.
Деклинација објекта је - 63° 41' 43" а ректасцензија 22h 55m 56,7s. Привидна величина (магнитуда) објекта NGC 7408 износи 12,6 а фотографска магнитуда 13,3. Налази се на удаљености од 41,693 милиона парсека од Сунца. NGC 7408 је још познат и под ознакама ESO 109-26, IRAS 22527-6357, PGC 70037.